# Lluís Cabello i Ibáñez
Lluís Cabello i Ibáñez va ser un barceloní llicenciat en ciències naturals que va viure durant el segle xix. Va ser el fundador tant de la Societat Barcelona Protectora d'Animals i de Plantes com de la publicació "Revista Zoófila Barcelonesa" l'any 1879. La seva publicació més destacada va ser la Philloxera vastatrix l'any 1979. Va ser un membre participatiu de l'Agrupació Excursionista Catalunya, amb els quals va fer un seguit de conferències sobre meteorologia agrícola, entre d'altres.